# Сури Јагек
Сури Јагек, што на калаша језику значи „посматрање сунца“, традиционални је метеоролошки и астрономски систем знања који практикује народ Калаша у планинском ланцу Хиндукуша. Укључује посматрање сунца, месеца, звезда и сенки у односу на локалну топографију. Овај систем, заснован на емпиријском знању, помаже у предвиђању најбољих времена за сетву семена, управљање сточарством и припрему за природне катастрофе. Такође чини основу календара Калаша, одређујући датуме друштвених догађаја, фестивала, празника и верских церемонија.

## Преглед
Сури Јагек подразумева проучавање сунца, месеца, звезда и сенки у вези са околним пејзажом. Ослања се на емпиријска запажања за предвиђање оптималних периода за садњу семена, надгледање стоке и припрему за природне катастрофе. Такође регулише календар Калаша, одређујући датуме друштвених окупљања, фестивала, празника и верских ритуала.
Сури Јагек одражава дубоку повезаност народа Калаша са околином и важност географског контекста у одржавању њиховог начина живота. Знање се преноси путем усмене традиције, укључујући народне приче, песме, пословице. Неки аспекти, као што је коришћење студија сенке за узгој стоке, прилагођавају се модерном друштву. Међутим, са порастом дигиталних технологија, све је већа преференција за модернијим методама прогнозе времена.
Опсерваторије које се користе за Сури Јагек, познате као Сури Јагаекеин, налазе се у селима дуж долина Мумурет (Бумбурет), Бириу (Бирир) и Рукму (Румбур) у ланцу Хиндукуша.

## Историја

### Уврштавање на Унескову листу нематеријалног културног наслеђа 2018. године
Организација Уједињених нација за образовање, науку и културу (УНЕСКО) је 2018. године одобрила укључивање Сури Јагека на листу нематеријалног културног наслеђа. Одлука је донета на 13. седници Унесковог међувладиног комитета за очување нематеријалног културног наслеђа у Порт Лују на Маурицијусу. Комитет је прихватио номинацију Пакистана, препознавши Сури Јагек као виталну компоненту традиционалног луни-соларног календара.

### Претње
Упркос томе што је остала усмена традиција, млађе генерације немају свест о њеном културном значају и практичним користима. Чланови заједнице то приписују образовном програму и педагогији у школама, за које сматрају да су их отуђили од сопственог културног наслеђа.
Упркос њиховом културном значају, древне опсерваторије које су коришћене за Сури Јагек суочавају се са претњама повећане изградње у долинама Калаша, доводећи их у опасност. На пример, Сури Јагаекеин у селима Балангуру (Румбур) и Гуру (Бирир) су опструирани структурама и дрвећем, што отежава посматрање излазећег сунца.